# Ван Дейк, Вирджил
Ви́рджил ван Дейк (нидерл. Virgil van Dijk, нидерландское произношение: [ˈvɪr.d͡ʒɪl vɑn.ˈdɛik]; 8 июля 1991, Бреда) — нидерландский футболист, центральный защитник и капитан английского клуба «Ливерпуль» и сборной Нидерландов. Считается одним из лучших защитников своего поколения. Участник чемпионата мира 2022. Бронзовый призёр чемпионата Европы 2024.
Является воспитанником клубов ВДС, «Виллем II» и «Гронинген». С 2011 по 2013 год выступал в основе «Гронингена». В 2013 году перебрался в Шотландию, подписав контракт с «Селтиком». Является чемпионом Шотландии 2014/2015 и обладателям Кубка Шотландии 2015 года. В 2015 году Ван Дейк перешёл в «Саутгемптон» за 15 млн евро. В январе 2018 года перешёл в «Ливерпуль» за 84,5 миллионов евро, став самым дорогим защитником в истории футбола. Победитель Лиги чемпионов УЕФА 2018/19.
За национальную сборную Нидерландов дебютировал в 2015 году, а в 2018 стал её капитаном.
Ван Дейк был лицом специального издания видеоигры FIFA 20 от EA Sports. Он является амбассадором бренда спортивной одежды Nike.

## Биография
Вирджил родился в Нидерландах, в городе Бреда.
В академии Виллема II он играл на позиции правого защитника. В 2008 году, в возрасте 17 лет, его перевели на позицию центрального защитника, после того, как как он вырос примерно на 18 сантиметров. Несмотря на смену позиции, тогдашний тренер игрока не верил в него и не давал шанса пробиться в основную команду.
В 2010 году его заметил бывший игрок сборной Нидерландов Мартин Куман, который в то время работал в футбольном клубе «Гронинген», и в итоге в том же году Ван Дейк перешел в «Гронинген» на правах свободного агента.

## Клубная карьера
Вирджил ван Дейк — выпускник академии клуба «Гронинген», в которой оказался в 2010 году после года пребывания в «Виллем II». С 2011 года он стал выступать в стартовом составе «Гронингена», дебютировав 1 апреля в игре с «АДО Ден Хааг», где провёл на поле 28 минут. 30 октября Вирджил забил свой первый гол в карьере, поразив ворота «Фейеноорда».
Ван Дейк — идеальный центральный защитник современного футбола, и способен усилить и «Барселону», и «Реал Мадрид»Джейми Реднапп
В январе 2013 года появилась информация, что ван Дейк может перейти в «Эвертон» или «Куинз Парк Рейнджерс».

### «Селтик»
21 июня было официально объявлено о его переходе в «Селтик» и заключении с клубом 4-летнего контракта. Дебют ван Дейка в «Селтике» прошёл 17 августа 2013 года в матче против «Абердина». За 13 минут до конца регламентированного времени он заменил Эфе Амброуза, а матч закончился победой «кельтов» со счетом 2:0. Через неделю защитник впервые оказался в стартовом составе «Селтика» в домашнем матче против «Инвернесс Каледониан Тисл», который завершился неожиданной ничьей (2:2). 9 ноября Вирджил оформил дубль в поединке против «Росс Каунти», забив свои первые голы в шотландском первенстве. Свой третий мяч ван Дейк отправил в ворота «Сент-Джонстона», принеся «Селтику» минимальную победу со счетом 1:0. В дебютном сезоне Вирджила ван Дейка на «Селтик Парк» «кельты» выдали серию из 11 побед подряд и с большим запасом взяли свой очередной титул. Единственное поражение «Селтика» в том сезоне было зафиксировано 25 февраля в матче против «Абердина». Ван Дейк эту встречу досматривал из раздевалки, получив красную карточку уже на 13-й минуте. «Абердин» также выбил «Селтик» из Кубка Шотландии, победив на «Селтик Парк» со счетом 2:1. По итогам сезона ван Дейк стал чемпионом Шотландии и попал в символическую сборную года.
Во втором сезоне голландец оформил с «Селтиком» Золотой Дубль, взяв чемпионат и Кубок шотландской лиги. Ещё до старта национального первенства он помог «Селтику» выйти в финал плей-офф квалификации Лиги чемпионов, забив два мяча в ворота «КР Рейкьявика». Однако в решающем противостоянии с «Марибором» «Селтик» оступился дома (0:1). Из-за этого кельтский клуб попал в Лигу Европы, где занял второе место в группе и вышел в плей-офф. Ван Дейк принял участие во всех шести матчах группового этапа. В чемпионате «Селтик» потерпел четыре поражения в 33 матчах и финишировал с отрывом в восемь очков от второго места. Ван Дейк зарекомендовал себя в качестве штатного исполнителя стандартов, забив три гола прямыми ударами со штрафных. Защитник снова был включен в символическую сборную турнира, сыграв в 35 матчах шотландской Премьер-Лиги 2014/15. В сезоне 2015/2016 «Селтик» снова не вышел в групповой этап Лиги чемпионов, уступив в финале плей-офф «Мальмё». После этого ван Дейк всерьез задумался об уходе из клуба.

### «Саутгемптон»
31 августа 2015 года ван Дейк перебрался в Английскую Премьер-лигу, став футболистом «Саутгемптона», который заплатил за его трансфер 11,5 млн фунтов. Свой первый матч за «святых» провел 12 сентября против «Вест Бромвич Альбиона» (0:0). В своём третьем матче на «Сент-Мэрис» ван Дейк забил гол в ворота «Суонси» (3:1). В своем дебютном сезоне в «Саутгемптоне» принял участие в 34 матчах Премьер-Лиги, а его команда набрала рекордное для себя количество очков (63) и попала в групповой этап Лиги Европы. В конце сезона ван Дейк подписал со «святыми» новый контракт на 6 лет. Летом южный коллектив получал предложения о продаже защитника, однако сохранил его для своей дебютной кампании в Лиге Европы. Она началась с уверенной победы над «Спартой» из Праги (3:0), однако затем «Саутгемптон» потерял очки в матчах с «Хапоэлем», «Интером» и в ответном матче со «Спартой». В решающем поединке клуб не сумел обыграть дома «Хапоэль Беер-Шева» и оказался за бортом плей-офф. Ван Дейк здорово отыграл первую половину сезона, запомнившись в первую очередь результативными действиями в атаке. Он забил 2 гола в Лиге Европы и 2 в чемпионате Англии. Зимой голландец был готов уходить из «Саутгемптона», однако получил тяжелую травму в матче против «Лестера» и больше в том сезоне не играл.
Летом 2017 года в Англии развернулась настоящая эпопея с неудавшимся переходом ван Дейка в «Ливерпуль». Мерсисайдский коллектив пытался договориться с игроком напрямую, однако встретил ожесточенное сопротивление «Саутгемптона». В итоге под натиском «Сент-Мэрис» и угрозой бана «Ливерпулю» пришлось официально извиняться за свои действия и отказываться от претензий на игрока. Тем летом с ван Дейком также связывали «Челси», «Манчестер Сити» и лондонский «Арсенал», но трансфер в итоге не состоялся. Ван Дейк бойкотировал стартовые матчи сезона, однако 26 сентября все же возобновил карьеру на «Сент-Мэрис», выйдя на замену в матче против «Кристал Пэлас» (1:0). По ходу первой половины сезона 2017/2018 он уже не был важным игроком основы и 13 декабря провёл свой последний матч в команде против «Лестер Сити» (1:4).

### «Ливерпуль»
1 января 2018 года перешёл в «Ливерпуль», став самым дорогим защитником в истории. Сумма трансфера составила 75 миллионов фунтов, контракт был подписан сроком на 5 лет. «Селтик» получил 10 % от этой суммы. В «Ливерпуле» голландец получил четвёртый номер. При этом на его футболке нет фамилии. Вирджил считает, что его отец не заслужил, чтобы на майке была нанесена его фамилия.
5 января в своём дебютном матче за «Ливерпуль» против «Эвертона» в 1/32 финала Кубка Англии отличился победным голом на 84-й минуте матча. Встреча закончилась со счётом 2:1 в пользу «красных», а защитник с первого же матча расположил к себе поклонников команды. Клуб оперативно включил его в заявку на все турниры. Мерсисайдцы уже не боролись за титул во внутреннем чемпионате, но зато смогли блеснуть в Лиге чемпионов, дойдя до финала турнира. В финальном матче против «Реала» сыграл все 90 минут, однако его команда уступила со счетом 1:3.
В следующем сезоне «Ливерпуль» выиграл Лигу чемпионов и занял второе место в Премьер-лиге, потерпев лишь одно поражение в сезоне, но уступил в упорной борьбе «Манчестер Сити». Декабрь 2018 года начал с двух голевых передач в матчах против «Эвертона» и «Бернли». Курьезной передача получилась в мерсисайдском дерби. На последней минуте компенсированного времени ван Дейк пришел на подачу стандарта в чужую штрафную и попытался пробить слета. Удар у него получился корявым, однако мяч полетел по замысловатой траектории, ударился об перекладину и вернулся в поле, смутив голкипера «Эвертона» Джордана Пикфорда. Оказавшийся на добивании Дивок Ориги затолкнул мяч в ворота и принес хозяевам «Энфилда» важнейшую победу. За сезон ван Дейк зарекомендовал себя как ключевой игрок обороны мерсисайдцев и один из лидеров команды, что нашло отражение в индивидуальных наградах: в апреле 2019 года защитник получил награду «Игрок сезона английской Премьер-лиги», 31 июля попал шорт-лист из десяти претендентов на получение награды «The Best FIFA Men’s Player». 29 августа ван Дейк получил приз «лучшему футболисту года в Европе» по версии УЕФА. По итогам голосования на «Золотой мяч» голландец занял второе место, уступив лишь Лионелю Месси.
В сезоне 2019/20 ван Дейк помог «Ливерпулю» впервые с 1990 года выиграть Премьер-лигу, забив при этом 5 голов и проведя все матчи лиги.
12 сентября 2020 года ван Дейк забил головой в ворота «Лидс Юнайтед» в матче открытия АПЛ сезона 2020/21. 17 октября он был заменен на шестой минуте матча против «Эвертона» в результате столкновения с вратарём «синих» Джорданом Пикфордом. На следующий день было объявлено, что он получил травму передней крестообразной связки правого колена и перенесёт операцию. 30 октября Вирджил перенес операцию и пропустил большую часть сезона, вернувшись к тренировкам только к концу сезона.

## Международная карьера
Впервые приглашение в сборную ван Дейк получил в сентябре 2014 года от Гуса Хиддинка, но на сборы он приехал позже остальных.
10 октября 2015 года Вирджил дебютировал за национальную сборную в матче против Казахстана (2:1). Первые шаги ван Дейка в сборной пришлись на тяжелые времена. Голландцы не смогли отобраться ни на Евро-2016, ни на ЧМ-2018. С 2017 года в «оранжевых» сформировалась пара центральных защитников ван Дейк — Де Лигт. С ними в составе Нидерланды постепенно начали возвращаться в число сильнейших сборных континента.
22 марта тренер национальной сборной Нидерландов по футболу Рональд Куман на пресс-конференции представил ван Дейка в качестве нового капитана сборной. Это место досталось Вирджилу после того, как Арьен Роббен прекратил свои выступления за сборную, а кандидатуру Уэсли Снейдера Куман отказался рассматривать. Его первый матч в качестве капитана был на следующий день. 26 марта 2018 года он забил свой первый международный гол против сборной Португалии (3:0). Осенью 2018 года Нидерланды смогли выиграть свою группу в Лиге Наций, в которой также были Франция и Германия. Ван Дейк забил в обоих матчах против немцев. Именно его гол, забитый на последних секундах встречи в Гельзенкирхене, вывел «оранжевых» в плей-офф.
В мае 2021 года игрок объявил, что пропустит Евро 2021 по причине реабилитации и восстановления от полученной в начале сезона травмы крестообразных связок.

## Семья и личная жизнь
Отец Вирджила, Рон ван Дейк — телевизионный мастер, он устроил сына в детскую футбольную команду и возил его на тренировки и матчи. Мать Хеллен Фо Сиу родом из Суринама, служила в военной полиции. У Вирджила есть младший брат Джордан и сестра Дженнифер.
Родители футболиста развелись, когда ему было 12 лет. Дети остались с матерью и разорвали все контакты с отцом. Джордан и Дженнифер взяли девичью фамилию матери, а Вирджил предпочитает, чтобы на его футболках было написано только имя и всячески избегает упоминания фамилии. По словам его дяди Стивена, это произошло из-за семейной вражды с его отцом, который в детстве бросил семью.
С 2017 года футболист официально женат на Рике Нойтгедагт. Пара была знакома еще со школы. Ранее девушка работала менеджером по продаже модной одежды, но в 2013 году уволилась и посвятила себя семье. У пары есть две дочери, старшая дочь Нила (род. 2014) и Джади, родившаяся в 2016 году.

## Достижения

### Командные
«Селтик»
- Чемпион Шотландии (2): 2013/14, 2014/15
- Обладатель Кубка шотландской лиги: 2014/15

«Ливерпуль»
- Чемпион Англии (2): 2019/20, 2024/25
- Обладатель Кубка Англии: 2021/22
- Обладатель Суперкубка Англии: 2022
- Победитель Лиги чемпионов УЕФА: 2018/19
- Обладатель Суперкубка УЕФА: 2019
- Обладатель Кубка Футбольной лиги (2): 2021/22, 2023/24
- Победитель Клубного чемпионата мира: 2019

Сборная Нидерландов
- Серебряный призёр Лиги наций УЕФА 2019

### Личные
- Лучший защитник года по версии УЕФА: 2018/19
- Символическая сборная Шотландской Премьер-лиги (2): 2013/14, 2014/15
- Игрок сезона в «Селтике»: 2013/14
- Игрок сезона в «Саутгемптоне»: 2015/16
- Игрок месяца английской Премьер-лиги: декабрь 2018
- Входит в состав символической сборной года по версии ФИФА (2): 2019, 2020, 2022
- Входит в состав символической сборной года по версии FIFPro (4): 2019, 2020, 2022, 2024
- Команда года по версии European Sports Media (4): 2018/19, 2019/20, 2021/22, 2023/24
- Входит в состав символической сборной года по версии УЕФА (3): 2018, 2019, 2020
- Символическая сборная Лиги чемпионов УЕФА (4): 2017/18, 2018/19, 2019/20, 2021/22
- Включён в команду десятилетия Европы по версии МФФИИС: 2011—2020
- Включён в команду десятилетия мира по версии МФФИИС: 2011—2020
- Лучший защитник Лиги чемпионов УЕФА: 2018/19
- Игрок года по версии футболистов ПФА: 2019
- Игрок сезона английской Премьер-лиги: 2018/19[33]
- Игрок сезона в «Ливерпуле»: 2018/19
- Входит в состав команды года по версии ПФА (3): 2018/19, 2019/20, 2021/22
- Символическая сборная Лиги наций УЕФА: 2019
- Лучший футболист года в Европе по версии УЕФА: 2019[45]
- Приз Алана Хардекера (2): 2022, 2024

## Статистика

### Выступления за клубы
| Выступление      | Выступление      | Выступление      | Лига | Лига | Кубки | Кубки | Суперкубок | Суперкубок | Еврокубки | Еврокубки | Итого | Итого |
| Клуб             | Лига             | Сезон            | Игры | Голы | Игры  | Голы  | Игры       | Голы       | Игры      | Голы      | Игры  | Голы  |
| ---------------- | ---------------- | ---------------- | ---- | ---- | ----- | ----- | ---------- | ---------- | --------- | --------- | ----- | ----- |
| Гронинген        | Эредивизи        | 2010/11          | 5    | 2    | 0     | 0     | 0          | 0          | 0         | 0         | 5     | 2     |
| Гронинген        | Эредивизи        | 2011/12          | 23   | 3    | 1     | 0     | 0          | 0          | 0         | 0         | 24    | 3     |
| Гронинген        | Эредивизи        | 2012/13          | 34   | 2    | 3     | 0     | 0          | 0          | 0         | 0         | 37    | 2     |
| Гронинген        | Итого            | Итого            | 62   | 7    | 4     | 0     | 0          | 0          | 0         | 0         | 66    | 7     |
| Селтик           | Премьершип       | 2013/14          | 36   | 5    | 3     | 0     | 0          | 0          | 8         | 0         | 47    | 5     |
| Селтик           | Премьершип       | 2014/15          | 35   | 4    | 9     | 4     | 0          | 0          | 14        | 2         | 58    | 10    |
| Селтик           | Премьершип       | 2015/16          | 5    | 0    | 0     | 0     | 0          | 0          | 5         | 0         | 10    | 0     |
| Селтик           | Итого            | Итого            | 76   | 9    | 12    | 4     | 0          | 0          | 27        | 2         | 115   | 15    |
| Саутгемптон      | Премьер-лига     | 2015/16          | 34   | 3    | 4     | 0     | 0          | 0          | 0         | 0         | 38    | 3     |
| Саутгемптон      | Премьер-лига     | 2016/17          | 21   | 1    | 3     | 1     | 0          | 0          | 6         | 2         | 30    | 4     |
| Саутгемптон      | Премьер-лига     | 2017/18          | 12   | 0    | 0     | 0     | 0          | 0          | 0         | 0         | 12    | 0     |
| Саутгемптон      | Итого            | Итого            | 67   | 4    | 7     | 1     | 0          | 0          | 6         | 2         | 80    | 7     |
| Ливерпуль        | Премьер-лига     | 2017/18          | 14   | 0    | 2     | 1     | 0          | 0          | 6         | 0         | 22    | 1     |
| Ливерпуль        | Премьер-лига     | 2018/19          | 38   | 4    | 0     | 0     | 0          | 0          | 12        | 2         | 50    | 6     |
| Ливерпуль        | Премьер-лига     | 2019/20          | 38   | 5    | 1     | 0     | 1          | 0          | 10        | 0         | 50    | 5     |
| Ливерпуль        | Премьер-лига     | 2020/21          | 5    | 1    | 2     | 0     | 1          | 0          | 0         | 0         | 8     | 1     |
| Ливерпуль        | Премьер-лига     | 2021/22          | 34   | 3    | 8     | 0     | 0          | 0          | 9         | 0         | 51    | 3     |
| Ливерпуль        | Премьер-лига     | 2022/23          | 32   | 3    | 0     | 0     | 1          | 0          | 8         | 0         | 41    | 3     |
| Ливерпуль        | Премьер-лига     | 2023/24          | 36   | 2    | 7     | 2     | 0          | 0          | 5         | 0         | 48    | 4     |
| Ливерпуль        | Премьер-лига     | 2024/25          | 35   | 3    | 3     | 1     | 0          | 0          | 9         | 1         | 47    | 5     |
| Ливерпуль        | Итого            | Итого            | 232  | 21   | 23    | 4     | 3          | 0          | 59        | 3         | 317   | 28    |
| Всего за карьеру | Всего за карьеру | Всего за карьеру | 437  | 41   | 46    | 9     | 3          | 0          | 92        | 7         | 578   | 57    |

### Матчи ван Дейка за сборную Нидерландов
| Матчи ван Дейка за сборную Нидерландов | Матчи ван Дейка за сборную Нидерландов | Матчи ван Дейка за сборную Нидерландов | Матчи ван Дейка за сборную Нидерландов | Матчи ван Дейка за сборную Нидерландов | Матчи ван Дейка за сборную Нидерландов |
| -------------------------------------- | -------------------------------------- | -------------------------------------- | -------------------------------------- | -------------------------------------- | -------------------------------------- |
| №                                      | Дата                                   | Соперник                               | Счёт                                   | Голы ван Дейка                         | Соревнование                           |
| 1                                      | 10 октября 2015                        | Казахстан                              | 2:1                                    | —                                      | Чемпионат Европы 2016 (отбор)          |
| 2                                      | 13 октября 2015                        | Чехия                                  | 2:3                                    | —                                      | Чемпионат Европы 2016 (отбор)          |
| 3                                      | 13 ноября 2015                         | Уэльс                                  | 3:2                                    | —                                      | Товарищеский матч                      |
| 4                                      | 25 марта 2016                          | Франция                                | 2:3                                    | —                                      | Товарищеский матч                      |
| 5                                      | 27 мая 2016                            | Ирландия                               | 1:1                                    | —                                      | Товарищеский матч                      |
| 6                                      | 1 июня 2016                            | Польша                                 | 2:1                                    | —                                      | Товарищеский матч                      |
| 7                                      | 4 июня 2016                            | Австрия                                | 2:0                                    | —                                      | Товарищеский матч                      |
| 8                                      | 6 сентября 2016                        | Швеция                                 | 1:1                                    | —                                      | Чемпионат мира 2018 (отбор)            |
| 9                                      | 7 октября 2016                         | Беларусь                               | 4:1                                    | —                                      | Чемпионат мира 2018 (отбор)            |
| 10                                     | 10 октября 2016                        | Франция                                | 0:1                                    | —                                      | Чемпионат мира 2018 (отбор)            |
| 11                                     | 9 ноября 2016                          | Бельгия                                | 1:1                                    | —                                      | Товарищеский матч                      |
| 12                                     | 13 ноября 2016                         | Люксембург                             | 3:1                                    | —                                      | Чемпионат мира 2018 (отбор)            |
| 13                                     | 7 октября 2017                         | Беларусь                               | 3:1                                    | —                                      | Чемпионат мира 2018 (отбор)            |
| 14                                     | 10 октября 2017                        | Швеция                                 | 2:0                                    | —                                      | Чемпионат мира 2018 (отбор)            |
| 15                                     | 9 ноября 2017                          | Шотландия                              | 1:0                                    | —                                      | Товарищеский матч                      |
| 16                                     | 14 ноября 2017                         | Румыния                                | 3:0                                    | —                                      | Товарищеский матч                      |
| 17                                     | 23 марта 2018                          | Англия                                 | 0:1                                    | —                                      | Товарищеский матч                      |
| 18                                     | 26 марта 2018                          | Португалия                             | 3:0                                    | 1                                      | Товарищеский матч                      |
| 19                                     | 4 июня 2018                            | Италия                                 | 1:1                                    | —                                      | Товарищеский матч                      |
| 20                                     | 6 сентября 2018                        | Перу                                   | 2:1                                    | —                                      | Товарищеский матч                      |
| 21                                     | 9 сентября 2018                        | Франция                                | 1:2                                    | —                                      | Лига наций УЕФА 2018/2019              |
| 22                                     | 13 октября 2018                        | Германия                               | 3:0                                    | 1                                      | Лига наций УЕФА 2018/2019              |
| 23                                     | 16 ноября 2018                         | Франция                                | 2:0                                    | —                                      | Лига наций УЕФА 2018/2019              |
| 24                                     | 19 ноября 2018                         | Германия                               | 2:2                                    | 1                                      | Лига наций УЕФА 2018/2019              |
| 25                                     | 21 марта 2019                          | Беларусь                               | 4:0                                    | 1                                      | Чемпионат Европы 2020 (отбор)          |
| 26                                     | 24 марта 2019                          | Германия                               | 2:3                                    | —                                      | Чемпионат Европы 2020 (отбор)          |
| 27                                     | 6 июня 2019                            | Англия                                 | 3:1                                    | —                                      | Лига наций УЕФА 2018/2019              |
| 28                                     | 9 июня 2019                            | Португалия                             | 0:1                                    | —                                      | Лига наций УЕФА 2018/2019              |
| 29                                     | 6 сентября 2019                        | Германия                               | 4:2                                    | —                                      | Чемпионат Европы 2020 (отбор)          |
| 30                                     | 9 сентября 2019                        | Эстония                                | 4:0                                    | —                                      | Чемпионат Европы 2020 (отбор)          |
| 31                                     | 10 октября 2019                        | Северная Ирландия                      | 3:1                                    | —                                      | Чемпионат Европы 2020 (отбор)          |
| 32                                     | 13 октября 2019                        | Беларусь                               | 2:1                                    | —                                      | Чемпионат Европы 2020 (отбор)          |
| 33                                     | 16 ноября 2019                         | Северная Ирландия                      | 0:0                                    | —                                      | Чемпионат Европы 2020 (отбор)          |
| 34                                     | 4 сентября 2020                        | Польша                                 | 1:0                                    | —                                      | Лига наций УЕФА 2020/2021              |
| 35                                     | 7 сентября 2020                        | Италия                                 | 0:1                                    | —                                      | Лига наций УЕФА 2020/2021              |
| 36                                     | 7 октября 2020                         | Мексика                                | 0:1                                    | —                                      | Товарищеский матч                      |
| 37                                     | 11 октября 2020                        | Босния и Герцеговина                   | 0:0                                    | —                                      | Лига наций УЕФА 2020/2021              |
| 38                                     | 14 октября 2020                        | Италия                                 | 1:1                                    | —                                      | Лига наций УЕФА 2020/2021              |
| 39                                     | 1 сентября 2021                        | Норвегия                               | 1:1                                    | —                                      | Чемпионат мира 2022 (отбор)            |
| 40                                     | 7 сентября 2021                        | Турция                                 | 6:1                                    | —                                      | Чемпионат мира 2022 (отбор)            |
| 41                                     | 8 октября 2021                         | Латвия                                 | 1:0                                    | —                                      | Чемпионат мира 2022 (отбор)            |
| 42                                     | 11 октября 2021                        | Гибралтар                              | 6:0                                    | 1                                      | Чемпионат мира 2022 (отбор)            |
| 43                                     | 13 ноября 2021                         | Черногория                             | 2:2                                    | —                                      | Чемпионат мира 2022 (отбор)            |
| 44                                     | 16 ноября 2021                         | Норвегия                               | 2:0                                    | —                                      | Чемпионат мира 2022 (отбор)            |
| 45                                     | 26 марта 2022                          | Дания                                  | 4:2                                    | —                                      | Товарищеский матч                      |
| 46                                     | 29 марта 2022                          | Германия                               | 1:1                                    | —                                      | Товарищеский матч                      |
| 47                                     | 3 июня 2022                            | Бельгия                                | 4:1                                    | —                                      | Лига наций УЕФА 2022/2023              |
| 48                                     | 22 сентября 2022                       | Польша                                 | 2:0                                    | —                                      | Лига наций УЕФА 2022/2023              |
| 49                                     | 25 сентября 2022                       | Бельгия                                | 1:0                                    | 1                                      | Лига наций УЕФА 2022/2023              |
| 50                                     | 21 ноября 2022                         | Сенегал                                | 2:0                                    | —                                      | Чемпионат мира 2022                    |
| 51                                     | 25 ноября 2022                         | Эквадор                                | 1:1                                    | —                                      | Чемпионат мира 2022                    |
| 52                                     | 29 ноября 2022                         | Катар                                  | 2:0                                    | —                                      | Чемпионат мира 2022                    |
| 53                                     | 3 декабря 2022                         | США                                    | 3:1                                    | —                                      | Чемпионат мира 2022                    |
| 54                                     | 9 декабря 2022                         | Аргентина                              | 2:2 (3:4 пен.)                         | —                                      | Чемпионат мира 2022                    |
| 55                                     | 24 марта 2023                          | Франция                                | 0:4                                    | —                                      | Чемпионат Европы 2024 (отбор)          |
| 56                                     | 27 марта 2023                          | Гибралтар                              | 3:0                                    | —                                      | Чемпионат Европы 2024 (отбор)          |
| 57                                     | 14 июня 2023                           | Хорватия                               | 2:4                                    | —                                      | Лига наций УЕФА 2022/2023              |
| 58                                     | 18 июня 2023                           | Италия                                 | 2:3                                    | —                                      | Лига наций УЕФА 2022/2023              |
| 59                                     | 7 сентября 2023                        | Греция                                 | 3:0                                    | —                                      | Чемпионат Европы 2024 (отбор)          |
| 60                                     | 10 сентября 2023                       | Ирландия                               | 2:1                                    | —                                      | Чемпионат Европы 2024 (отбор)          |
| 61                                     | 13 октября 2023                        | Франция                                | 1:2                                    | —                                      | Чемпионат Европы 2024 (отбор)          |
| 62                                     | 16 октября 2023                        | Греция                                 | 1:0                                    | 1                                      | Чемпионат Европы 2024 (отбор)          |
| 63                                     | 18 ноября 2023                         | Ирландия                               | 1:0                                    | —                                      | Чемпионат Европы 2024 (отбор)          |
| 64                                     | 21 ноября 2023                         | Гибралтар                              | 6:0                                    | —                                      | Чемпионат Европы 2024 (отбор)          |

Итого: 64 матча / 7 голов; 38 побед, 12 ничьих, 14 поражений.